# Mai Yamane
Mai Yamane (山根 麻以 en japonés, nacida el 9 de octubre de 1958) es una cantante japonesa conocida por su trabajo con Yōko Kanno en la serie anime Cowboy Bebop, además de su éxito musical «Tasogare» ('Atardecer', 1980)

## Antecedentes y carrera en solitario
Comenzó su carrera en 1979 al participar y obtener la victoria en el Yamaha Music Foundations Cocky pop, un concurso musical para jóvenes cantantes en Japón. Luego de eso, debutó en 1979 con el sencillo «Gozen Reiji» ('Doce en punto'). Un año más tarde lanzó su primer álbum, «Tasogare», al cual le siguieron otros como «The Day Before Yesterday» ('Anteayer', 1984), «Flying Elephantes» ('Elefantes Voladores', 1985), «Embassy» ('Embajada', 1986), «Woman Tone» ('Tono de Mujer', 1988) y «1958» (1989). De igual manera colaboró con diversos artistas, como Haruo Kubota, con quien realizó el proyecto «Yamane Mai Kubota Haruo» en 1993. Además de lo anterior, ese mismo año comenzó a trabajar con Yoko Kanno en la producción de bandas sonoras de anime. En 1997 se trasladó de Tokio a las cercanías del Monte Fuji, donde inició una carrera como artista independiente.

## Carrera posterior
En 1995 se unió como vocalista a la banda japonesa New Archaic Smile. El resto de la banda estaba compuesta por su hermana Eiko Yamane (quien también era vocalista del grupo UGUISS), su hermano Satoru Yamane y los hermanos Satoshi y Atsushi Sano. En 1997 lanzó el sencillo «Futsuu no Uta» ('Una Canción Ordinaria') en colaboración con el compositor Jun Chikuma. De igual manera sacó otros tres álbumes con la banda New Archaic Smile: «Kin no Himo» ('Hilo dorado', 2001), «Yasashii Kimochi» ('Sensación Agradable', 2003) y «Yakitori no Uta» ('Canción del Yakitori, 2004)
Yamane ha realizado varios conciertos a lo largo de su carrera, entre los cuales se encuentran el llevado a cabo en el «Inochi no Matsuri» ('Festival de la Vida', 2000) en Nagano, en Paris (2002), en el evento Global Village durante la Exposición Universal de Aichi (2005) y en Seúl (2007) como miembro del equipo de Yoko Kanno.
En 2011 adoptó el nombre artístico de a-sha (アーシャ) y comenzó a dictar talleres sobre meditación y sanación mental.
En 2017, su canción 'Tasogare' recobró fama debido al resurgimiento del género City pop, y en algunas ocasiones fue usada como pista por artistas de Future funk.
En 2019, el productor Pierre Bourne y los artistas de Hip hop Young Nudy y Playboi Carti usaron una pista de la canción en su tema «Pissy Pamper», que nunca vio la luz precisamente por temas de derechos.

## Vida personal
En 1996 contrajo matrimonio con Takao Yamada (山田孝男), un escritor famoso en Japón por sus libros sobre meditación. La unión duro siete años, tiempo en el cual la cantante trabajó como asistente en los seminarios que el escritor dictaba, hasta la muerte de este último en 2003.

## Discografía

### Álbumes
- Tasogare (1980)
- Sorry (1981)
- Will (1982)
- The Day Before Yesterday (1984)
- 月光浴 (1984)
- Flying Elephants (1985)
- Embassy (1986)
- Best (1987)
- Woman Tone (1988)
- 1958 (1989)
- Mai Yamane and Haruo Kubota Unit (1993)
- Mai Yamane with New Archaic Smile (1997)
- Kin no Himo (2001)
- Yasashi kimochi w/New Archaic Smile (2003)
- Mai Yamane the Celebrations, Inori no uta (2004)
- Mai Yamane and Visions, Bird of Paradise (2007)
- Kimi-wo-aishiteru Kagayaki-no-oto (2007)
- A-sha Freedoms (2 song special release, 2012

### Voz (anime)
Cowbow Bebop
- "Want It All Back"
- "Pushing The Sky"
- "Rain" (Demo version)
- "Don't Bother None"
- "See You Space Cowboy"
- "Mushroom Hunting" (Live version)
- "Blue"
- "The Real Folk Blues"
- "Gotta Knock a Little Harder"

Black Jack
"Invisible Love" (Starting & ending song)
Mirage of Blaze
- "Vision of Flames "
- "Tears of Indigo"
- "Blaze"
- "Pearly Gate"
- "Insanity"
- "Chikai ~ Book of the Days"
- "Lamentation" (feat. Yoko Ueno)

Macross Plus
"After in the dark "
Tenkū no Escaflowne
"If You"
Darker than Black
- "ScatCat"
- "No One's Home"